# San Diego Mesa College
Le San Diego Mesa College (Mesa College ou Mesa) est un collège communautaire public situé à Clairemont, en banlieue de San Diego, en Californie.
Il fait partie du système des California Community Colleges (en) et du San Diego Community College District (en).
Il s'agit du plus grand collège communautaire de la ville de San Diego.